# آناندیل، نیو ساوت ولز
آناندیل (به انگلیسی: Annandale) یک حومه شهر در استرالیا است که در نیو ساوت ولز واقع شده‌است.